# Temporada 1994 del Campeonato de España de Rally de Tierra
La temporada 1994 fue la 12.º edición del Campeonato de España de Rally de Tierra. El calendario estaba formado por siete pruebas.

## Calendario
| N.º | Fecha          | Prueba                              | Notas |
| --- | -------------- | ----------------------------------- | ----- |
| 1   | 9 de abril     | 1.º Rally de Tierra Villa de Llanes |       |
| 2   | 21-22 de mayo  | Rally de Tierra de La Rioja         |       |
| 3   | 10-11 de junio | Rally de Tierra de Vigo             |       |
| 4   | ?-? de ?       | Rally de Almería                    |       |
| 5   | 27 de agosto   | Rally de Zaragoza                   |       |
| 6   | ?-? de ?       | Rally Ciudad de Albacete            |       |
| 7   | 7-8 de octubre | Rally Ciudad de Cuenca              |       |

## Clasificación

### Campeonato de pilotos
| Pos. | Piloto                | 1 | 2 | 3 | 4 | 5   | 6 | 7 | Puntos |
| ---- | --------------------- | - | - | - | - | --- | - | - | ------ |
| 1.   | Claudio Aldecoa       | 1 | 1 |   | 2 | 1   | 1 | 1 | 160    |
| 2.   | Carles Solé           | 3 | 2 |   |   | Ret |   |   | 108    |
| 3.   | Luis Climent          |   |   | 3 | 1 | 2   | 2 | 4 | 101    |
| 4.   | Jordi Puigdellivol    |   | 4 |   | 5 |     |   |   | 96     |
| 5.   | Antonio Riberaygüa    | 5 | 3 |   | 4 | 4   |   |   | 93     |
| 6.   | Salvador Cañellas jr. | 2 |   |   |   |     |   | 5 | 87     |
| 7.   | Jordi Torrá           |   |   | 2 |   | 4   | 4 | 3 | 69     |
| 8.   | Alfredo Luzuriaga     |   |   | 4 |   | 5   |   |   | 60     |
| 9.   | Gabriel Méndez        |   |   | 5 | 3 |     |   |   | 59     |

### Copilotos
| Pos. | Copiloto         | Puntos |
| ---- | ---------------- | ------ |
| 1.   | Juan Breda       | 160    |
| 2.   | José A. Muñoz    | 101    |
| 3.   | Marcel Besolí    | 93     |
| 4.   | Antonio Sanchís  | 87     |
| 5.   | Miguel Escamilla | 71     |
| 6.   | Francisco Salido | 69     |
| 7.   | J. A. Delgado    | 60     |
| 8.   | H. Carvallido    | 59     |
| 9.   | I. Bosch         | 55     |
| 10.  | C. Bosch         | 54     |

### Marcas
| Pos. | Marca   | Puntos |
| ---- | ------- | ------ |
| 1.   | Citroën | 369    |
| 2.   | Ford    | 302    |
| 3.   | SEAT    | 276    |
| 4.   | Opel    | 98     |
| 5.   | Renault | 31     |

### Copa 2RM
| Pos. | Piloto                | Puntos |
| ---- | --------------------- | ------ |
| 1.   | Jordi Puigdellivol    | 135    |
| 2.   | Salvador Cañellas jr. | 122    |
| 3.   | Carles Solé           | 108    |
| 4.   | F. Fernández          | 83     |
| 5.   | L. G. Casares         | 74     |

### Challenge Citroën
| Pos. | Piloto             | Puntos |
| ---- | ------------------ | ------ |
| 1.   | Antonio Riberaygüa | 104    |
| 2.   | Jordi Puigdellivol | 91     |
| 3.   | M. Clark           | 77     |
| 4.   | D. Estévez         | 76     |
| 5.   | J. Reig            | 55     |
| 6.   | I. Arrate          | 42     |
| 7.   | J. C. Segura       | 42     |
| 8.   | L. Comellas        | 38     |
| 9.   | J. Gayoso          | 33     |